# Gaetano Partipilo
Gaetano Partipilo (né le 2 octobre 1974 à Bari) est un saxophoniste de jazz italien.